# Mount Fisher
Mount Fisher ist ein kuppelförmiger, schneebedeckter und 4080 m hoher Berg in der antarktischen Ross Dependency. Er ragt 3 km nordwestlich des Mount Ray in den Prince Olav Mountains auf.
Der US-amerikanische Polarforscher Richard Evelyn Byrd entdeckte ihn bei seinem Flug über das Königin-Maud-Gebirge im November 1929. Byrd benannte den Berg nach den Gebrüdern Fisher, Inhaber der Fisher Body Co. in Detroit und Sponsoren der Byrd Antarctic Expedition (1928–1930).